# Économie quantitative
L'économie quantitative est une branche de l'économie qui s'intéresse à la quantification tant dans l'analyse que dans la description des phénomènes et faits économiques.

## Historique et champ d'étude
De tous temps les économistes ont mené des analyses chiffrées sans pour autant appartenir au courant quantitativiste. La caractéristique de ce courant repose sur la primauté accordée à la quantification tant dans l'analyse que dans la description des phénomènes économiques.
Le courant quantitativiste naît au tournant du XXe siècle dans le contexte de la rationalisation de l'organisation de la production et d'un intérêt croissant des pouvoirs publics pour la politique économique au-delà de ses domaines traditionnels d'intervention : fiscaux, douaniers et monétaires.
Mais ce sont les deux guerres mondiales qui vont surtout favoriser l'essor de ce courant de pensée. Les gouvernements alliés vont devoir assumer en temps de guerre la planification et l'organisation de l'ensemble du système productif, tant en matière de production d'équipement et d'armement que pour l'ensemble de l'économie. Au départ ce sont des méthodes d'organisation dérivées de la pratique industrielle qui sont utilisées, mais il s'avère rapidement que la gestion d'ensemble du système économique requiert des méthodes et des données beaucoup plus précises et fiables.
Au sortir de la première guerre mondiale, un certain nombre de politiciens influents, souvent liés aux milieux d'affaire, tentent d'inciter les économistes à s'intéresser à ces questions. Rapidement deux pôles émergent, l'un centré en Angleterre autour de la London School of Economics (LSE), l'autre sur la côte Est des États-Unis autour d'Harvard, du Massachusetts Institute of Technology et du National Bureau for Economic Research (fondé en 1920 dans ce but).
Le programme de travail de ces groupes va s'orienter selon cinq directions :
- Donner à l'analyse économique des fondements rigoureux, ce qui va entraîner la naissance de l'économie mathématique et un regain d'intérêt pour les approches de Walras et de Pareto ;
- Engager un vaste programme d'étude socio-économique quantitatif sur l'histoire économique. Un exemple fameux en est le travail de Simon Kuznets sur la dynamique des inégalités dans le système capitaliste (Simon Kuznets a travaillé longtemps au NBER) ;
- Mettre en place et normaliser l'appareil statistique public, ce qui va conduire à la naissance de la comptabilité nationale ;
- Engager un recensement statistique systématique de l'activité économique : études d'industries, des marchés y compris financiers ;
- Tenter de mettre au point des méthodes mathématiques et statistiques de prévision de l'évolution conjoncturelle.

Au cours des années trente ce courant va connaître une dynamique forte sous une double impulsion. D'une part, les prévisions catastrophiques des premiers modèles quant à la crise de 1929 vont faire prendre conscience de l'importance des efforts à faire. Alfred Cowles, industriel et économiste, met sur pied en 1932 la Cowles Commission dans ce but. C'est au sein de cette commission que l'économétrie (ensemble des techniques statistiques de l'économie) va prendre son essor. La Cowles Commission va également chapeauter le programme de recherches de l'économie néo-classique des années 1940 et 1950, en particulier la théorie de l'équilibre général. D'autre part, l'école quantitativiste va (comme la physique théorique) bénéficier de l'apport d'intellectuels d'Europe Centrale chassés par le nazisme ou les révolutions nationalistes ou communistes. Non économistes au départ pour la plupart, ce sont plutôt des mathématiciens ou des physiciens brillants. Ils vont importer dans l'analyse économique quantitative les techniques statistiques et mathématiques les plus récentes, favorisant ainsi un bouleversement de l'ensemble de la discipline économique.
À la fin de la Seconde Guerre mondiale, le courant quantitativiste se spécialise en sous-disciplines : économétrie, analyse statistique macroéconomique et microéconomique, comptabilité nationale, économie mathématique, de pair avec la sophistication et la complexité croissante des modèles et des techniques de traitement des données utilisées. Il forme actuellement le cœur dur de la pensée économique dominante, le "mainstream".